# Försäkringsdomstolen

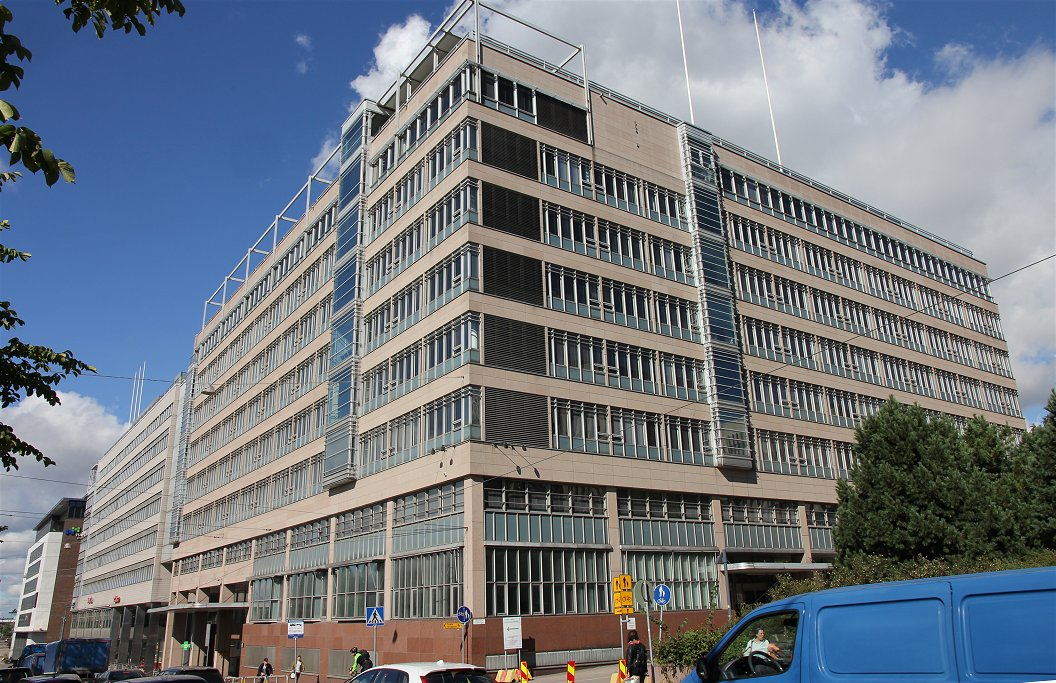
Försäkringsdomstolens byggnad på Bangårdsvägen 9 i Helsingfors. Huset förvaltas av Senatfastigheter.

Försäkringsdomstolen (finska: Vakuutusoikeus, VakO) är en finsk specialdomstol för frågor gällande social trygghet. 
Till Försäkringsdomstolen överklagas bland annat ärenden som rör arbetspension, folkpension, arbetslöshetsförmåner, lönegaranti, bostadsbidrag, studiestöd, handikappförmåner m.m.